# 圣公会教堂 (玛丽亚温泉市)
圣公会教堂（Anglikánský kostel v Mariánských Lázních）是捷克卡罗维发利州海布县玛丽亚温泉市的一座历史建筑，已列入海布县古迹名录。它位于今天俄罗斯街（Ruskou ulicí）下方的一个斜坡上。

## 历史
这座教堂是由隆多诺的安·斯科特夫人为纪念亡夫，而捐款兴建。教堂由建筑师威廉·伯吉斯设计，建筑商弗里德里希·齐克勒建造，英国乡村新哥特式风格，建于1879年。英国国王爱德华七世 (1897–1909)逗留玛丽亚温泉市期间曾频繁来访，使该教堂名声大噪。
第一次世界大战之后，拆除的铜钟重新安装，教堂内部进行了翻修。教堂的所有者是伦敦的英国圣公会差会（S.P.G.）。
第二次世界大战后，由于产权关系长期不明确，教堂无人照管，于1973年关闭。此后教堂荒废，物品陆续被盗，直到20世纪90年代。

## 建筑
玛丽亚温泉市圣公会教堂为罗马式-新哥特式风格，红砖砌筑，是19世纪下半叶和20世纪初英国乡村教堂的典型风貌。立面设有简单的玫瑰窗。建筑师威廉·伯吉斯在英格兰汉普郡的弗利特设计过一座类似的教堂（2015年被大火烧毁）。

## 现状
1993年至1994年，教堂的内外进行了全面翻新。目前，教堂由市政府拥有，用作音乐会和展览厅。

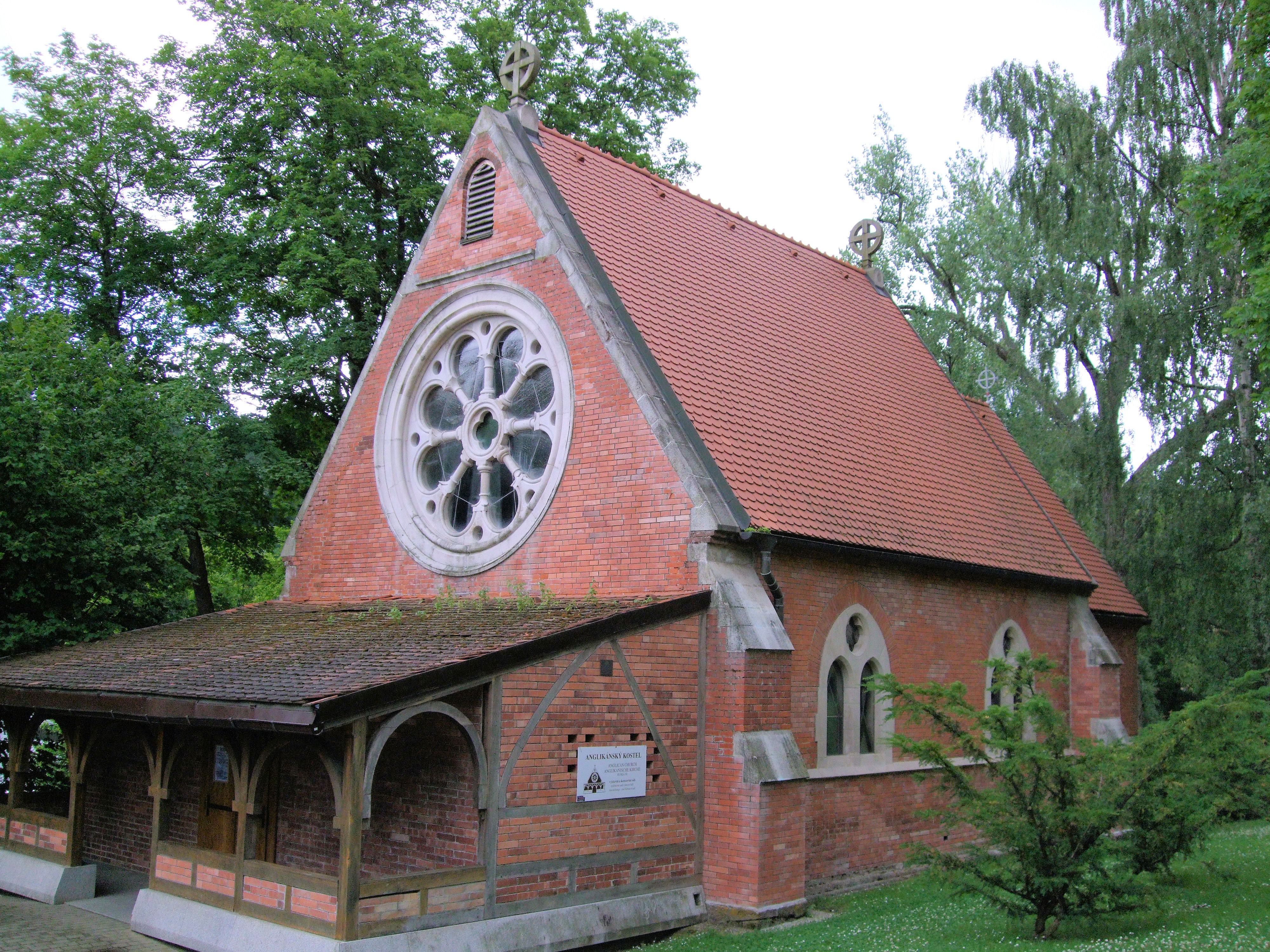
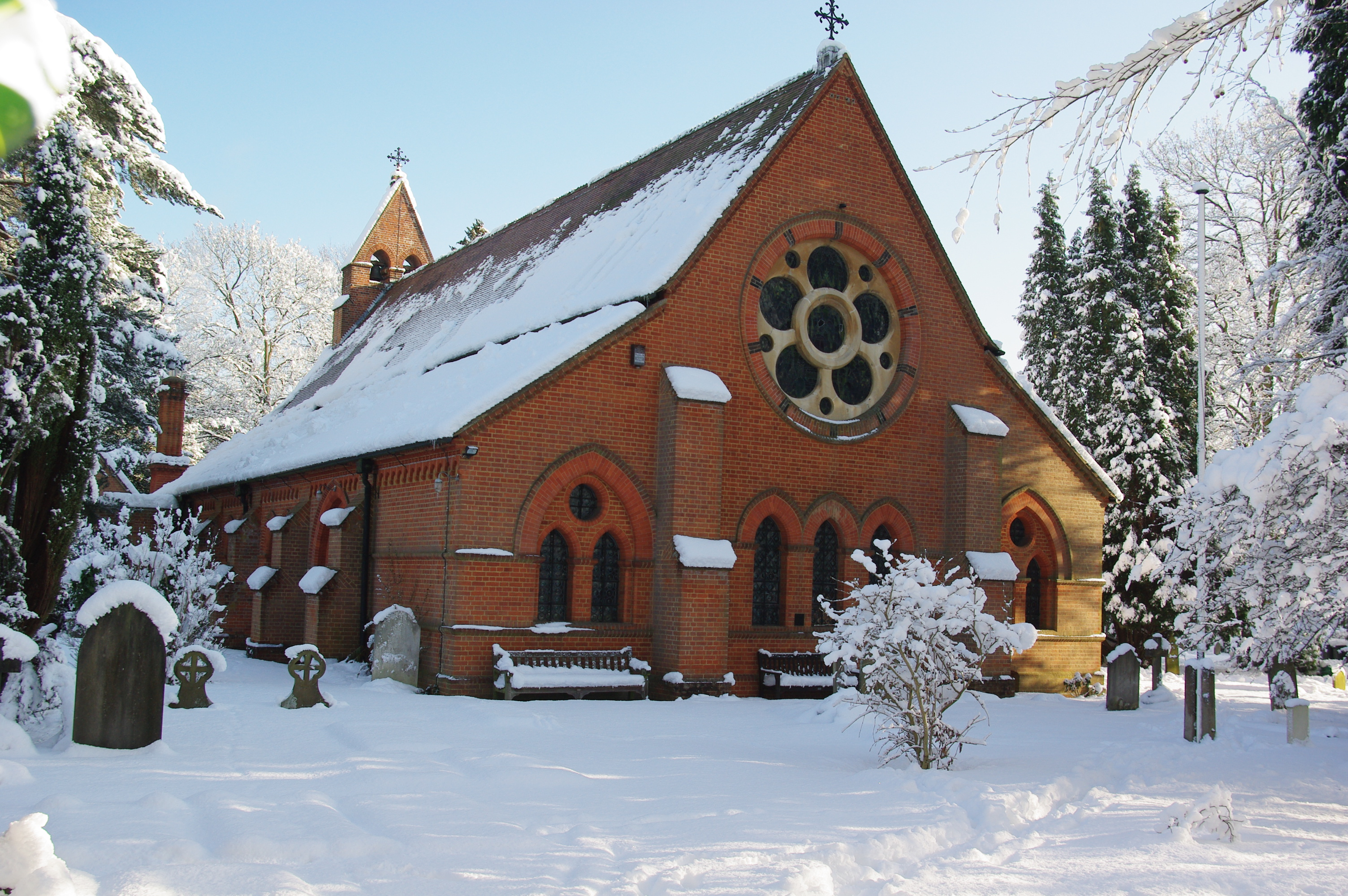
弗利特诸圣堂